# Herman Adolf van Lippe-Detmold
Herman Adolf (Detmold, 31 januari 1616 – aldaar, 10 oktober 1666), was graaf van Lippe-Detmold van 1652 tot zijn dood in 1666. Hij was een zoon van graaf Simon VII en diens vrouw Anna Catharina van Nassau-Wiesbaden.
Op 1 januari 1648 huwde hij met Ernestine van Isenburg-Büdingen (Offenbach, 30 september 1618 – Detmold, 5 december 1665), dochter van graaf Wolfgang Hendrik van Isenburg-Büdingen. Zij kregen samen vier kinderen:
- Simon Hendrik (1649 – 1697), graaf van Lippe-Detmold 1666-1697
- Anna Maria (Sternberg, 20 februari 1651 – Cappel, 22 juli 1709), abdis van Cappel
- Sophia Ernestine (Sternberg, 9 maart 1652 – Herford, 22 januari 1702), geestelijke
- Johanna Elisabeth (Detmold, 6 augustus 1653 – Samrodt 5 april 1690); ∞ (Detmold, 4 juni 1677) graaf Christoffel Frederik van Dohna-Lauck (19 oktober 1652 – Reichterswalde, 10 november 1734)

Na de dood van zijn eerste vrouw trouwde hij op 27 februari 1666, enkele maanden voor zijn dood, te Detmold met Amalia van Lippe-Brake (Brake 20 september 1629 – kasteel Horn 19 augustus 1676), dochter van graaf Otto van Lippe-Brake. Dit huwelijk bleef kinderloos.